# 다이아나 브라초
다이아나 브라초(Diana Bracho, 1944년 12월 12일 ~ )는 멕시코의 배우이다.

## 출연 작품
- 마이 유니버스 인 로어케이스 (2011)
- 에로스 우나 베즈 마리아 (2007)
- 드리밍 오브 줄리아 (2003)
- 달의 표정들 (2001)
- 이 투 마마 (2001)
- 또다른 정복 (1998)
- 안토니에타 (1982)
- 거룩한 사무실 (1975)
- 순수의 성 (1973)